# Francisco José Portela Sandoval
Francisco José Portela Sandoval (Pontevedra, 18 de diciembre de 1944 - Madrid, 28 de agosto de 2015) fue catedrático de Historia del Arte de la Universidad Complutense de Madrid, en la que desarrolló su labor docente durante cuarenta y nueve años.

## Biografía
Francisco José Portela Sandoval fue vicerrector de Ordenación Académica, decano de la Facultad de Geografía e Historia y director del Departamento de Historia del Arte Moderno en la Universidad Complutense de Madrid. Además fue director de la Academia de Arte e Historia de San Dámaso de la Provincia Eclesiástica de Madrid y académico correspondiente de las Reales Academias de Bellas Artes de San Fernando de Madrid, San Carlos de Valencia y Santa Isabel de Sevilla, así como de la Real de la Historia, perteneciendo asimismo a la Portuguesa da História y a la Nacional de Belas-Artes de Portugal. Fue miembro del Servicio Histórico y Cultural del Ejército del Aire, presidente de la Real Asociación de Amigos de los Museos Militares, presidente del Instituto de Estudios Madrileños, vicepresidente de la Fundación Villa y Corte y director de Madrid. Revista de arte, historia y geografía editada por la Comunidad de Madrid y de Militaria. Revista de cultura militar. Formó parte como vocal del Patronato del Museo Arqueológico Nacional y del Consejo Regional de Patrimonio Histórico de la Comunidad de Madrid.
Dedicado con preferencia al estudio de la escultura española de los siglos XVI al XX, es autor de más de un centenar de libros y artículos y participó en proyectos nacionales e internacionales de investigación. Director de numerosas memorias de licenciatura y tesis doctorales, fue comisario de varias exposiciones y jurado de diferentes concursos.
Fue condecorado con la medalla de honor de la Universidad Complutense y con las cruces del Mérito Militar y del Mérito Aeronáutico del Ministerio de Defensa.

## Vida familiar y parentescos
Es hijo de Francisco Portela Paz y Pilar Sandoval Rodríguez-Sesmero, nieto del periodista y escritor Francisco Portela Pérez por parte de padre y del arquitecto Alejandro Sesmero por parte de madre. Es también sobrino del dibujante y aparejador Agustín Portela Paz y primo del arquitecto César Portela.
Casado durante cuarenta y tres años con María Dolores Oviedo Saco del Valle, nieta del compositor y director de orquesta Arturo Saco del Valle, tuvieron 2 hijos: Francisco José Portela Oviedo, economista, y María Dolores Portela Oviedo, psicóloga.

## Publicaciones
Entre sus obras destacan:
- La escultura del siglo XVI en Palencia (1977)
- Escultura española del siglo XX (1980)
- Casado del Alisal: 1831-1886 (1987)
- El palacio de Buenavista. Cuartel General del Ejército (1996 y 2007)
- Luis Marco Pérez (1999)
- El Cuartel General del Aire (2000)
- El palacio de Quintana, residencia de la infanta Isabel de Borbón, "La Chata" (2011)